# Vườn quốc gia Nino Konis Santana

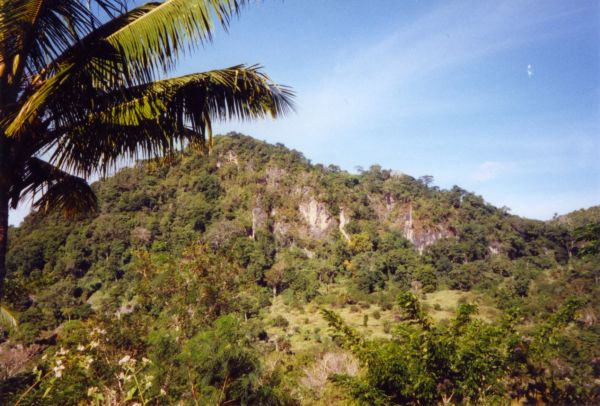
Ngọn núi gần làng Tutuala, thuộc vườn quốc gia Nino Konis Santana.

Vườn quốc gia Nino Konis Santana là vườn quốc gia đầu tiên của Đông Timor. Nó được thành lập vào ngày 3 tháng 8 năm 2007 bao gồm diện tích hơn 1.236 km vuông đất. Vườn quốc gia này liên kết ba vùng chim quan trọng: Lore, Monte Paitchau; Hồ Iralalara và đảo Jaco. Ngoài ra, vườn quốc gia cũng bao gồm một diện tích 556 km ² của Tam giác San hô, một khu vực dưới nước được cho là có sự đa dạng lớn nhất thế giới của cả các loài san hô và cá rạn san hô. Một số loài chim quý hiếm được bảo vệ tại vườn quốc gia đều trong tình trạng cực kỳ nguy cấp như: chim Cockatoo vàng mào, các loài đặc hữu bồ câu xanh Timor, hay có nguy cơ tuyệt chủng Bồ câu hoàng đế Timor, dễ bị tổn thương chim Di Timor.
Vườn quốc gia được đặt theo tên của Nino Konis Santana, một cựu chỉ huy của FALANTIL, lực lượng vũ trang của phong trào độc lập, người được sinh ra tại Tutuala, một ngôi làng nằm ở gần biên giới của vườn quốc gia.